# Моріц Гьорнес
Моріц Гьорнес (нім. Moritz Hoernes; 14 липня 1815, Відень — 4 листопада 1868, Відень) — австрійський геолог і палеонтолог.

## Біографія
Народився 14 липня 1815 року у Відні.
Доктор філософії, декан факультету мистецтв Віденського університету. Також був куратором Імператорського мінералогічного кабінету (Відень, Австрія).
У 1865 році обраний дійсним членом Імператорської академії наук. Батько відомого археолога Моріца Гьорнеса і геолога Рудольфа Гьорнеса.
Помер 4 листопада 1868 року у Відні.

## Пам'ять
У 1895 році Вільгельмом Гайдінгером на честь Моріца Гьорнеса названо рідкісний мінерал — Гьорнесіт.